# Philippe Monfils
Philippe Monfils (ur. 4 stycznia 1939 w Liège) – belgijski i waloński polityk oraz prawnik, poseł krajowy, senator, minister-prezydent wspólnoty francuskiej, eurodeputowany IV kadencji.

## Życiorys
Absolwent studiów prawniczych na Université de Liège. Pracował jako urzędnik w radzie ds. kultury wspólnoty francuskiej Belgii, następnie w gabinetach politycznych ministrów w tym również jako szef gabinetu. Zaangażował się w działalność polityczną w ramach walońskich liberałów – Partii Reformatorsko-Liberalnej i następnie federacyjnego Ruchu Reformatorskiego.
W latach 1977–1981 był radnym prowincji Liège. Od 1981 do 1985 zasiadał w federalnej Izbie Reprezentantów. W latach 1981–1995 zasiadał w radzie regionalnej Walonii i radzie wspólnoty francuskiej. Od 1981 do 1985 był ministrem w rządzie wspólnoty francuskiej odpowiedzialnym za sprawy społeczne, a od 1985 do 1988 ministrem-prezydentem tej wspólnoty. W latach 1985–1995 był członkiem belgijskiego Senatu. Wchodził również w skład rady miejskiej w Liège (1995, 2001–2006).
W latach 1995–1999 sprawował mandat eurodeputowanego IV kadencji. Od 1999 do 2003 ponownie zasiadał w Senacie, przewodząc grupie parlamentarnej walońskich liberałów. W latach 2003–2007 wchodził kolejny raz w skład Izby Reprezentantów, a następnie do 2010 ponownie był senatorem. W 2010 zakończył swoją wieloletnią działalność parlamentarną.
Odznaczony Krzyżem Wielkim Orderu Leopolda II (2007) oraz Krzyżem Wielkiego Oficera Orderu Leopolda (1999).